# Mitella intermedia
Mitella intermedia är en stenbräckeväxtart som beskrevs av Bruhin. Mitella intermedia ingår i släktet Mitella och familjen stenbräckeväxter. Inga underarter finns listade i Catalogue of Life.